# 안드레아 발디니
안드레아 발디니(이탈리아어: Andrea Baldini, 1985년 12월 19일~)는 이탈리아의 펜싱 선수로 주 종목은 플뢰레이다. 2012년 하계 올림픽 남자 플뢰레 단체전 금메달을 획득했다.

## 경력
발디니는 2006년 세계 펜싱 선수권 대회의 개인 부문 결승전에서 독일의 페터 요피히에게 14-15로 패하며 은메달을 획득하였다. 다음 해, 2007년 세계 펜싱 선수권 대회에서도 9-15로 요피히에게 또다시 패하였다.
2008년 8월 1일, 발디니는 베이징 올림픽을 앞두고 도핑 테스트에서 양성 반응을 보이며 대회 참가 자격을 박탈당하였다. 그를 대신하여 이 대회에서 안드레아 카사라가 출전하였다. 그 다음 해, 발디니는 혐의가 풀린 후 국제 대회에 다시 참가하였고, 플로브디프에서 열린 유럽 선수권 대회에서 2관왕을 차지하였다. 이 유럽 선수권 개인전에서 그는 요피히를 8강에서 떨구었다.
2009년 10월 3일, 그는 세계 정상에 올랐다. 발디니는 8강전에서 팀동료 카사라를 15-14, 준결승전에서 러시아의 아르툠 세도프를 15-6, 결승전에서 중국의 즈쥔을 15-11로 이겼다. 시상대에서 그는 밥 딜런의 "허리케인" 가사가 적힌 이탈리아 국기를 펼쳤다.
2010년 7월, 그는 라이프치히에서 열린 유럽 선수권 대회에서 2관왕을 차지하였다.